# 4-Hidroksifenilacetaldehid oksim monooksigenaza
4-Hidroksifenilacetaldehid oksim monooksigenaza (EC 1.14.13.68, 4-hidroksibenzenacetaldehid oksimska monooksigenaza, citohrom P450II-zavisna monooksigenaza, NADPH-citohrom P450 reduktaza (CYP71E1), CYP71E1, 4-hidroksifenilacetaldehid oksim,:kiseonik oksidoreduktaza) je enzim sa sistematskim imenom (Z)-4-hidroksifenilacetaldehid oksim,:kiseonik oksidoreduktaza. Ovaj enzim katalizuje sledeću hemijsku reakciju
()-4-hidroksifenilacetaldehid oksim + NADPH + H+ + O2 {\displaystyle \rightleftharpoons } ()-4-hidroksimandelonitril + NADP+ + 2H2O
Ovaj enzim učestvuju u biosintezi cijanogenig glukozida dhurina.

## Literatura
- Nicholas C. Price; Lewis Stevens (1999). Fundamentals of Enzymology: The Cell and Molecular Biology of Catalytic Proteins (Third изд.). USA: Oxford University Press. ISBN 019850229X.
- Eric J. Toone (2006). Advances in Enzymology and Related Areas of Molecular Biology, Protein Evolution (Volume 75 изд.). Wiley-Interscience. ISBN 0471205036.
- Branden C; Tooze J. Introduction to Protein Structure. New York, NY: Garland Publishing. ISBN 0-8153-2305-0.
- Irwin H. Segel. Enzyme Kinetics: Behavior and Analysis of Rapid Equilibrium and Steady-State Enzyme Systems (Book 44 изд.). Wiley Classics Library. ISBN 0471303097.

## Spoljašnje veze
- 4-hydroxyphenylacetaldehyde+oxime+monooxygenase на 